# Tribunal Internacional de Crímenes de guerra Sobre la Esclavitud Sexual de la Mujer en el Japón
El Tribunal Internacional de Crímenes de guerra Sobre la Esclavitud Sexual de la Mujer en el Japón fue un tribunal popular que se reunió para recopilar testimonios de víctimas y para juzgar a grupos e individuos por violación o esclavitud sexual (por ejemplo, obligar a mujeres a prestar servicios sexuales a soldados japoneses) durante la Segunda Guerra Mundial sobre la base de las leyes internacionales.
El tribunal fue convocado el 8 de diciembre de 2000 y fue clausurado el 12 de diciembre del mismo año.

## Juicio final
El 4 de diciembre de 2001 la sentencia definitiva del tribunal se publicó en La Haya. Con más de 1000 puntos y 200 páginas de largo, la sentencia analiza las conclusiones del Tribunal, y el derecho aplicable al caso. No todos los acusados fueron condenados, pero lo fue el fallecido emperador Hirohito, porque, como el líder del país, él era el responsable último de la política de esclavas sexuales.
Los dos últimos párrafos de la sentencia definitiva señalan lo siguiente:

Los crímenes cometidos contra estos supervivientes siguen siendo una de las mayores injusticias sin remedio y no reconocidas de la Segunda Guerra Mundial. No hay museos, no hay tumbas para las Mujeres de confort, para educación de las generaciones futuras, y no ha habido ni un sólo día de juicios para las víctimas de esclavitud sexual militar del Japón, la rampante violencia sexual y la brutalidad que caracterizaba su ofensiva de agresión.

En consecuencia, a través de esta sentencia, este Tribunal tiene la intención de honrar a todas las mujeres víctimas del sistema militar japonés de esclavitud sexual. Los jueces reconocen la gran fortaleza y la dignidad de las supervivientes que se han esforzado para sobrevivir y reconstruir sus vidas destrozadas y que se han enfrentado con el miedo y la vergüenza de contar sus historias al mundo y dar testimonio ante nosotros. Muchas de las mujeres que se han presentado para luchar por la justicia han muerto como héroes anónimas. Mientras que los nombres inscritos en la página de la historia han sido, en el mejor de los casos, la de los hombres que cometen los crímenes o que las procesan, en lugar de las mujeres que los sufren, esta sentencia tiene los nombres de las supervivientes que han subido al estrado para contar sus historias, y por lo tanto, durante cuatro días por lo menos, poner la injusticia en el cadalso y la verdad en el trono.

## Reacción
Aunque el Tribunal se vio como un paso adelante por grupos de mujeres en Asia, el secretario general del Partido Liberal Democrático de Japón (el partido que en ese momento gobernaba), Shinzo Abe, quien más tarde fue elegido como primer ministro en dos ocasiones, fue acusado de interferir directamente en la emisión del tribunal en Japón. Aunque esto era contrario a la Ley de Radiodifusión japonesa, las secciones de las pruebas fueron cortadas, incluidos los testimonios, las menciones de "esclavitud sexual" y el juicio final. En lugar de estos, se entrevistó al historiador Hata Ikuhiko, el cual afirmó que las mujeres de confort eran una fabricación y que todas las mujeres eran prostitutas.